# Colfax Township (comté de Page, Iowa)
Pour les articles homonymes, voir Colfax Township.
Colfax Township est un township du comté de Page en Iowa, aux États-Unis,.
Le township est nommé en l'honneur de Schuyler Colfax, vice-président des États-Unis.

## Source de la traduction
- (en) Cet article est partiellement ou en totalité issu de l’article de Wikipédia en anglais intitulé « Colfax Township, Page County, Iowa » (voir la liste des auteurs).